# Новиков, Дмитрий Ильич
Дмитрий Ильич Но́виков (1909—1983) — старший сержант, полный кавалер Ордена Славы.

## Биография
Родился в семье крестьянина. Русский. Образование начальное. Работал в Иваново на мебельном комбинате штукатуром.
Участник Великой Отечественной войны. В сентябре 1941 года был призван в Красную Армию и с декабря участвовал в боях с немецко-фашистскими захватчиками. Боевое крещение получил под Москвой. Новиков был направлен в саперный взвод роты управления 25-й танковой бригады. Для борьбы с фашистскими танками командование создало специальные истребительные группы, саперы устанавливали мины на путях движения танковых колон врага, рвавшегося к столице. Приходилось действовать и в тылу врага и буквально под носом противника. В ходе наступления саперы снова были впереди. Новиков снимал вражеские мины, вел разведку, наводил переправы. Первые бои принесли первую боевую награду — медаль «За отвагу».
Вновь отличился сапер Новиков в боях за освобождение Украины осенью 1943 года. 16 октября в районе города Кривой Рог разведчики-саперы во главе с Новиковым под покровом темноты удачно провели инженерную разведку: установили огневые точки противника, танкопроходимые места. На рассвете 17 октября танковый десант, используя эти данные, прорвал оборону противника. Вскоре Новиков с группой сапёров вновь ушел в тыл врага с заданием перерезать железнодорожную магистраль, преградить путь немцам со станции Пятихатки. Разведчики ночью пробрались к насыпи и в течение двух часов разобрали большой участок полотна. Диверсия удалась. Противник оставил на станции Пятихатки несколько эшелонов. Командир роты старший техник-лейтенант Аршинский, представляя Новикова к награде, писал: «За образцовое выполнение заданий командования по инженерной разведке, разминированию и проявленные при этом смелость, находчивость, мужество и отвагу достоин ордена Красной Звезды».
Бои за освобождение Правобережной Украины продолжались, весной 1944 года 25-я танковая бригада сражалась в составе 2-го Украинского фронта.
5 марта 1944 года командир отделения саперного взвода старший сержант Новиков у населённого пункта Тальное (юго-западнее города Звенигородка) под огнём противника восстановил с бойцами мост через реку Горный Тикич. 17 марта в бою за населенные пункты Рашков и Белочье (юго-западнее города Тульчин) находился на переднем танке и указывал танкистам ожившие огневые точки врага, скопления пехоты. При взятии населенного пункта Сарацея уничтожил 12 гитлеровцев и троих взял в плен.
Приказом от 27 апреля 1944 года старший сержант Новиков Дмитрий Ильич награждён орденом Славы 3-й степени (N2355).
Летом того же года танковая бригада участвовала в освобождении Белоруссии в составе 3-го Белорусского фронта. В этих боях вновь отличился сапёр Новиков.
С 24 июня в районе города Витебска старший сержант Новиков со своим отделением положил путь через лес и болото на протяжении одного километра, обеспечив быстрое продвижение танков. 30 июня в местечке Журканы на реке Ошмянке (южнее города Витебска) досрочно построил переправу для боевых машин. 9 июля, рискуя жизнью, под обстрелом врага лично подполз к железной дороге и подорвал рельсы, чтобы не дать бронепоезду соединиться с окруженной группировкой противника в городе Витебске.
Приказом от 29 сентября 1944 года старший сержант Новиков Дмитрий Ильич награждён орденом Славы 2-й степени (N5221).
Шли месяцы. Танковую бригаду с 3-го Белорусского фронта перебросили на 1-й Прибалтийский. В октябре 1944 года танкисты вели упорные бои на территории Прибалтики. И как всегда вместе с танкистами, а зачастую впереди них продвигались сапёры.
27 октябре у населенного пункта Эмбутэ (13 км северо-восточнее города Приекуле, Латвия) старший сержант Новиков оборудовал исходные позиции и маршрут для прохождения танков. За три дня под его руководством было проложено более 250 м настила и построено 4 моста. 30 октября заменил раненого командир саперного взвода, продолжил разведку дорог, переправ и мостов.
1 ноября взвод саперов под командованием Новикова разминировал мост и пути подхода к нему. Сапёры сняли 47 мин и несколько фугасов, что позволило танкам без потерь форсировать р. Дзелда (15 км северо-восточнее города Приекуле). 3 ноября с подчиненными восстановил мост, по которому подвозились боеприпасы и продовольствие.
За успешное выполнение боевых заданий старший сержант Новиков был представлен к награждению орденом Славы 1-й степени.
Пока ходили по инстанциям наградные документы бои продолжались. Новиков по прежнему исполнял обязанности командира саперного взвода. 22 января 1945 года сапёры Новикова, несмотря на мороз, проваливаясь в ледяную воду, разминировали проход в окрестностях населённого пункта Шуплицы, навели переправу через реку. Их действия дали возможность танкистам своевременно выйти в район Дойтш-Эйлау. 24 января в районе Вольсдорф саперы разведали танкам путь обхода противотанкового рва, а для колесных машин сделали через него проход. Приказом по 5-й гвардейской армии 21 февраля 1945 года старший сержант Новиков был награждён орденом Отечественной войны 1-й степени.
Указом Президиума Верховного Совета СССР от 19 апреля 1945 года за исключительное мужество, отвагу и бесстрашие, проявленные в боях с гитлеровскими захватчиками старший сержант Новиков Дмитрий Ильич награждён орденом Славы 1-й степени (N1126). Стал полным кавалером ордена Славы.
В 1945 году Д. И. Новиков был демобилизован. Вернулся на родину. Жил в Иваново. Работал печником.
Скончался 28 июня 1983 года. Похоронен на кладбище Балино города Иваново.

## Награды
Награждён орденами Отечественной войны 1-й степени, Красной Звезды, Славы 3-х степеней, медалями.